# Zia al-Din Tabataba'i
Said Zia al-Din Tabataba'i (Perzisch: سید ضیاءالدین طباطبائی) (Shiraz, juni 1888 - Teheran, 29 augustus 1969) was een Iraans journalist en politicus.
Tabataba'i werkte tijdens de Eerste Wereldoorlog voor de pro-Britse krant Ra'd ('Donder'). In 1919 maakte hij deel uit van een delegatie die een verdrag sloot met de anti-communistische Russische regering in Bakoe. Tijdens zijn terugreis werd hij lid van een geheim nationalistisch genootschap van pro-Britse liberalen. Dit genootschap verbond zich later met Kozakkenbrigade van generaal Reza Chan. Reza Chan pleegde op 21 februari 1921 samen met Tabataba'i een staatsgreep en bracht de regering van Mirza Hassan Khan ten val. Reza Chan benoemde Tabataba'i tot premier en nam zelf het ministerschap Defensie op zich en liet zich tot opperbevelhebber benoemen.
Tabataba'i begon na zijn aantreden direct met het doorvoeren van een reeks hervormingen, zoals landhervormingen. De hervormingen van Tabataba'i werden te radicaal geacht en daarom werd hij reeds op 4 juni 1921 afgezet. Hij behield echter zijn invloed. In de jaren daarna laaide de discussie op of Iran een monarchie moest blijven of een republiek moest worden. Tabataba'i koos voor het laatste, maar Reza Chan zag daar niets in, omdat hij dan een opstand van de grootgrondbezitters en de geestelijkheid vreesde. Soltan Ahmad Kadjar, de laatste Kadjaren-sjah van Iran - die reeds sedert december 1923 in het buitenland verbleef - werd op 31 oktober 1925 afgezet en Reza Chan nam het ambt van voorlopig staatshoofd op zich. Op 15 december 1925 besteeg Reza Chan als Reza Sjah Pahlavi de pauwentroon en werd de nieuwe sjah van Iran. De rol van Tabataba'i was daarna uitgespeeld.
Said Zia al-Din Tabataba'i overleed in 1969 in Teheran.
- Gemeinsame Normdatei: 128885629
- International Standard Name Identifier: 0000 0001 1633 6180
- Library of Congress Control Number: n99910122
- Nationale Bibliotheek van Tsjechië: jx20080422007
- Nationale Bibliotheek van Israël: 987007437062105171
- Système universitaire de documentation: 119181363
- Virtual International Authority File: 46101736
- WorldCat: E39PBJt8ghJqmvFPyKwDBQHQv3